# Sergio Galdós
Sergio Galdós (ur. 2 stycznia 1990 w Arequipi) – peruwiański tenisista, reprezentant kraju w Pucharze Davisa.

## Kariera tenisowa
Zawodowym tenisistą jest od 2008 roku.
Galdós jest tenisistą startującym głównie w turniejach gry podwójnej. Wygrał trzynaście imprez rangi ATP Challenger Tour. W cyklu ATP World Tour osiągnął jeden finał, w sezonie 2017 w Los Cabos.
Galdós jest srebrnym i brązowym medalistą igrzysk boliwaryjskich z Trujillo, brązowym medalistą tych samych zawodów z Valledupar oraz dwukrotnym brązowym medalistą igrzysk panamerykańskich z Limy. Od 2009 reprezentuje Peru w Pucharze Davisa.
W rankingu gry pojedynczej Galdós najwyżej był na 590. miejscu (11 czerwca 2012), a w klasyfikacji gry podwójnej na 80. pozycji (28 listopada 2016).

### Finały w turniejach ATP World Tour
| Legenda                                      |
| -------------------------------------------- |
| Wielki Szlem                                 |
| Igrzyska olimpijskie                         |
| Tennis Masters Cup / ATP Finals              |
| ATP Masters Series / ATP Tour Masters 1000   |
| ATP International Series Gold / ATP Tour 500 |
| ATP International Series / ATP Tour 250      |

#### Gra podwójna (0–1)
| Końcowy wynik | Nr | Data            | Turniej   | Nawierzchnia | Partner        | Przeciwnicy                     | Wynik finału |
| ------------- | -- | --------------- | --------- | ------------ | -------------- | ------------------------------- | ------------ |
| Finalista     | 1. | 6 sierpnia 2017 | Los Cabos | Twarda       | Roberto Maytín | Juan Sebastián Cabal Treat Huey | 2:6, 3:6     |